# Nicholas B. Kehoe

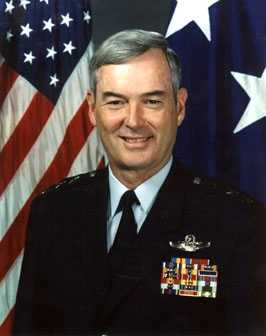
Nicholas B. Kehoe III

Nicholas Bernard Kehoe III (* 28. Mai 1943 auf der Langley Air Force Base bei Hampton, Virginia; † 18. Dezember 2022 in Falls Church, Virginia) war ein Generalleutnant der United States Air Force. Er war unter anderem Kommandeur der 19. Luftflotte (Nineteenth Air Force).
Er war ein Sohn von Nicholas B. Kehoe Jr. und dessen Frau Mary C. Sullivan. Der Vater war Soldat in der United States Air Force und war zum Zeitpunkt der Geburt seines Sohnes auf der Langley AFB in Virginia stationiert. Im Jahr 1966 absolvierte der jüngere Kehoe die United States Air Force Academy in Colorado Springs. Nach seiner Graduation wurde er als Leutnant in das Offizierskorps der Air Force aufgenommen. In der Folge durchlief er alle Offiziersgrade vom Leutnant bis zum Drei-Sterne-General.
Im Lauf seiner militärischen Karriere absolvierte er verschiedene Kurse und Schulungen. Dazu gehörten unter anderem eine Ausbildung zum Kampfpiloten und weitere Fortbildungskurse als Pilot neuer Flugzeugtypen und das Royal Air Force Air War College in Cranwell in der Grafschaft Lincolnshire in England. Außerdem erhielt er akademische Grade von der University of New Hampshire und der Harvard University.
In seinen frühen Jahren als Offizier der Luftwaffe war er an verschiedenen Stützpunkten stationiert. Dabei war er als Pilot, Flugausbilder oder Stabsoffizier bei unterschiedlichen Einheiten tätig. Dazwischen absolvierte er die erwähnten Schulungen. Zwischen Juni 1968 und Juni 1969 und nochmals von Februar 1970 bis zum März 1971 war er als Kampfpilot im Vietnamkrieg eingesetzt. Bei seinem ersten Einsatz war er auf der Udorn Royal Thai Air Force Base in Thailand mit der 555. Kampfstaffel (555th Tactical Fighter Squadron) stationiert. Sein zweiter Vietnameinsatz erfolgte mit der 390. Kampfstaffel (390th Tactical Fighter Squadron), die auf der Da Nang Air Base in Südvietnam stationiert war.
Anschließend setzte er seine Offizierslaufbahn in den Vereinigten Staaten fort. Zwischen 1976 und 1981 war er in verschiedenen Funktionen in Europa tätig. Zunächst war er zwischen Dezember 1976 und Dezember 1978 Leiter der Ausbildung bei der 86th Tactical Fighter Group, die auf der Ramstein Air Base in Deutschland ansässig war. Danach studierte er bis zum Juni 1979 am Royal Air Force Air War College in England. Anschließend verblieb er bis zum August 1981 in England, wo er als Vertreter der US Air Force Berater des British Joint Warfare Wing am britischen National Defense College in Latimer in der Grafschaft Buckinghamshire war.
Nach seiner Heimkehr wurde Nicolas Kehoe zum Stab des Tactical Air Commands auf der Langley AFB versetzt, dem er als director of social actions bis zum September 1983 angehörte. In der Folge verblieb er bis zum Januar 1986 auf diesem Stützpunkt. Dabei war er stellvertretender Kommandeur und Leiter der Stabsabteilung für Operationen beim 1. Taktischen Kampfgeschwader (1st Tactical Fighter Wing). Danach gehörte er bis zum Oktober 1986 erneut dem Stab des Tactical Air Commands an, wo er in der Abteilung des Generalinspekteurs tätig war.
Kehoes nächste Mission führte ihn auf die Randolph Air Force Base in Texas. Zwischen Oktober 1986 und August 1988 war er dort zunächst stellvertretender und dann regulärer Kommandeur des 12. Flugausbildungsgeschwaders (12th Flying Training Wing). Danach war er, ebenfalls auf der Randolph AFB, bis zum Mai 1990 in der Stabsabteilung für Planungen und Bedarf des damaligen Air Training Commands, einer Vorgängerorganisation des späteren Air Education and Training Commands, tätig.
Als Nächstes wurde er zum Hauptquartier der Air Force versetzt. Dort war er zwischen Mai 1990 und Juli 1992 als deputy director for regional plans and policy in der Stabsabteilung für Planungen und Operationen beschäftigt. Anschließend wurde er zum NATO-Hauptquartier in Belgien beordert. Bis zum Oktober 1994 gehörte er dessen Stabsabteilung für Operationen und Logistik an.
Am 27. Oktober 1994 übernahm Nicolas Kehoe als Nachfolger von Everett H. Pratt auf der Randolph Air Force Base in Texas das Kommando über die 19. Luftflotte. Dieses Amt bekleidete er bis zum 15. November 1995, als er von W. Thomas West abgelöst wurde. Anschließend kehrte er zum NATO-Hauptquartier in Belgien zurück. Bis zum September 1998 war er dort stellvertretender Vorsitzender vom NATO-Militärausschusses (North Atlantic Treaty Organization Military Committee). Danach wurde er zum Generalinspekteur der amerikanischen Luftwaffe ernannt. Dieses Amt bekleidete er bis zu seiner Pensionierung im Jahr 2000.
Während seiner aktiven Zeit als Militärpilot absolvierte er über 3600 Flugstunden auf verschiedenen Flugzeugtypen.
Er starb am 18. Dezember 2022 an den Folgen einer Blutkrebserkrankung und wurde auf dem amerikanischen Nationalfriedhof Arlington beigesetzt.

## Daten der Beförderungen
| Abzeichen | Rang               | Jahr              |
| --------- | ------------------ | ----------------- |
|           | Second Lieutenant  | 8. Juni 1966      |
|           | First Lieutenant   | 8. Dezember 1967  |
|           | Captain            | 1. Juni 1969      |
|           | Major              | 1. März 1975      |
|           | Lieutenant Colonel | 1. April 1978     |
|           | Colonel            | 1. September 1982 |
|           | Brigadier General  | 1. Juni 1990      |
|           | Major General      | 1. Dezember 1992  |
|           | Lieutenant General | 31. Oktober 1995  |

## Orden und Auszeichnungen
Nicolas Kehoe erhielt im Lauf seiner militärischen Laufbahn unter anderem folgende Auszeichnungen:
- Defense Distinguished Service Medal
- Air Force Distinguished Service Medal
- Legion of Merit
- Distinguished Flying Cross
- Air Medal
- Air Force Commendation Medal
- Meritorious Service Medal
- Vietnam Service Medal